# Daniel-Rops
Daniel-Rops (Épinal, 19 de enero de 1901 - Aix-les-Bains, 27 de julio de 1965) fue un escritor e historiador francés cuyo verdadero nombre era Henri Petiot.
Su padre era oficial del ejército. Henri fue alumno de las Facultades de Derecho y Letras de Grenoble. Prepara la agregación de Historia dónde se recibe a la edad de 21 años. Es sucesivamente profesor en Chambéry, Amiens y París. A fines de la década de 1920 principia en la carrera literaria con un ensayo, Notre inquiétude (Nuestra inquietud, 1927) y una novela L'âme obscure (El alma oscura, 1929) y diversos artículos en distintas publicaciones periódicas: Le Correspondant, Notre Temps y La Revue des vivants.
Desde 1931 se acerca del catolicismo, participando, aconsejado por Gabriel Marcel, en las actividades de Ordre nouveau de las cuales comparte las orientaciones personalistas. Contribuye activamente en la difusión de aquellas ideas, en libros en los cuales es difícil decir lo que se debe a su reflexión personal y a la doctrina del movimiento del cual participa y que hace de él uno de los representantes de la efervescencia intelectual de los no-conformistas de los años 1930: Le Monde sans âme (El mundo sin alma), Les annés tournantes, Eléments de notre destin.
Después de 1935, sus vínculos con Ordre Nouveau se aflojan algo y colabora en los semanarios católicos Sept y Temps présent. Hasta 1940 publica varias novelas, biografías y ensayos, dirigiendo en la casa de Edición Plon la colección Présences, en la cual edita la obra La France et son armée (Francia y su ejército) del General de Gaulle, de quien será amigo.
En los años 1941-1944, escribe Le peuple de la Bible (El Pueblo de la Biblia) y Jésus en son temps (Jesús en su tiempo), principio de una obra de historia religiosa que seguirá con una monumental Histoire de l'Eglise du Christ (Historia de la Iglesia de Cristo).
Al llegar la liberación de Francia (1944), abandona la enseñanza para consagrarse a su trabajo de historiador y escritor cristiano, asegurando la dirección de la revista Ecclésia y la colección enciclopédica Je sais, je crois (Sé, creo) en Ediciones Fayard.
Paralelamente, participa en los trabajos de varios movimientos federalistas europeos, con algunos de sus antiguos compañeros de Ordre Nouveau. Se adhiere al grupo La Federation, y al Movimiento federalista francés.
De 1957 a 1963 fue uno de los 50 gobernadores de la Fundación Europea de la Cultura fundada por Denis de Rougemont. Es elegido en 1955 como miembro de la Academia Francesa.

## Obras
Daniel Rops fue autor de novelas y obras de historia religiosa como:
- L'Église de la Renaissance et de la Reforme
- L'Âme obscure
- L'Épée de feu
- Jésus en son temps
- Histoire sainte
- Monsieur Vincent
- Mort, où est ta victoire ?
- La nuit des cœurs flambants
- La vie quotidienne en Palestine au temps de Jésus

Fue además, profesor de historia agregado en el Liceo de Chambéry de 1922 a 1929.
Daniel-Rops fue sin duda el escritor el más leído de Francia de después de la guerra en los medios católicos.
Ediciones en español
- Los apóstoles y los mártires. Círculo de Amigos de la Historia. ISBN 978-84-225-0402-3.
- Los apóstoles. Aymá. 1963. ISBN 978-84-209-2834-0.
- El arca de Noé. Aymá. 1963. ISBN 978-84-209-2854-8.
- La catedral y la cruzada. Círculo de Amigos de la Historia. 1978. ISBN 978-84-225-0405-4.
- La Iglesia del Renacimiento y de la Reforma. Luis de Caralt. 1957.
- Clara en la claridad. Ediciones Destino. 1967. ISBN 978-84-233-0478-3.
- Un combate por Dios. Círculo de Amigos de la Historia. 1976. ISBN 978-84-225-0412-2.
- Corazones cómplices. Editorial Magisterio Español. 1980. ISBN 978-84-265-7248-6.
- La espada de fuego. Zig-Zag. 1947.
- Jesús en su tiempo. Palabra, Madrid, 1990